# Осока сухощавая
Осо́ка сухоща́вая, или Осо́ка щети́нистая (лат. Carex strigosa) — многолетнее травянистое растение вид рода Осока (Carex) семейства Осоковые (Cyperaceae).

## Ботаническое описание

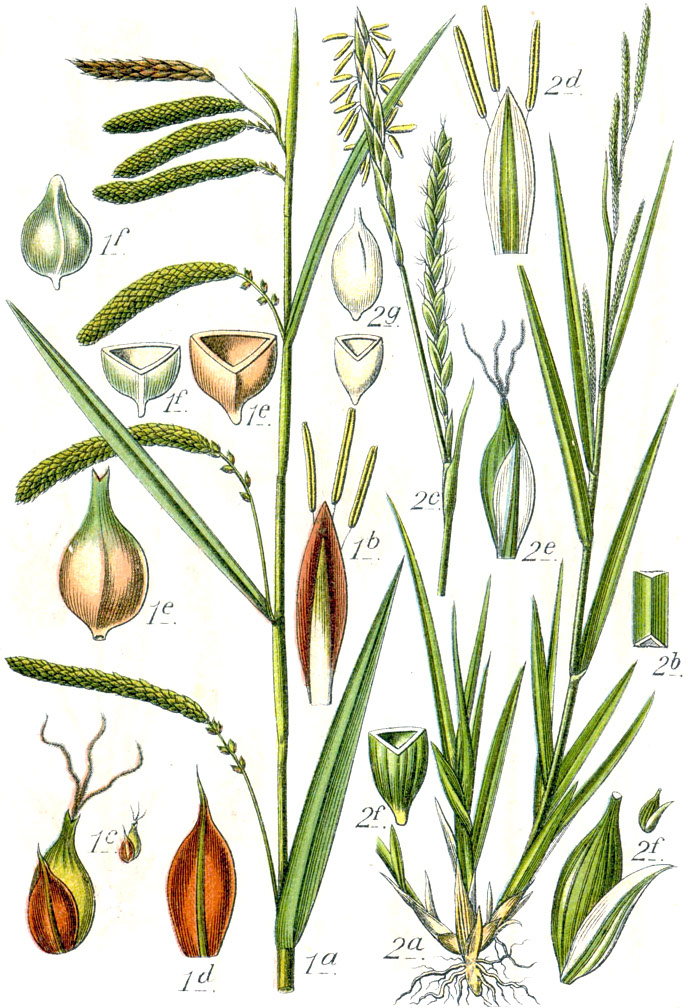
2 — Carex strigosa

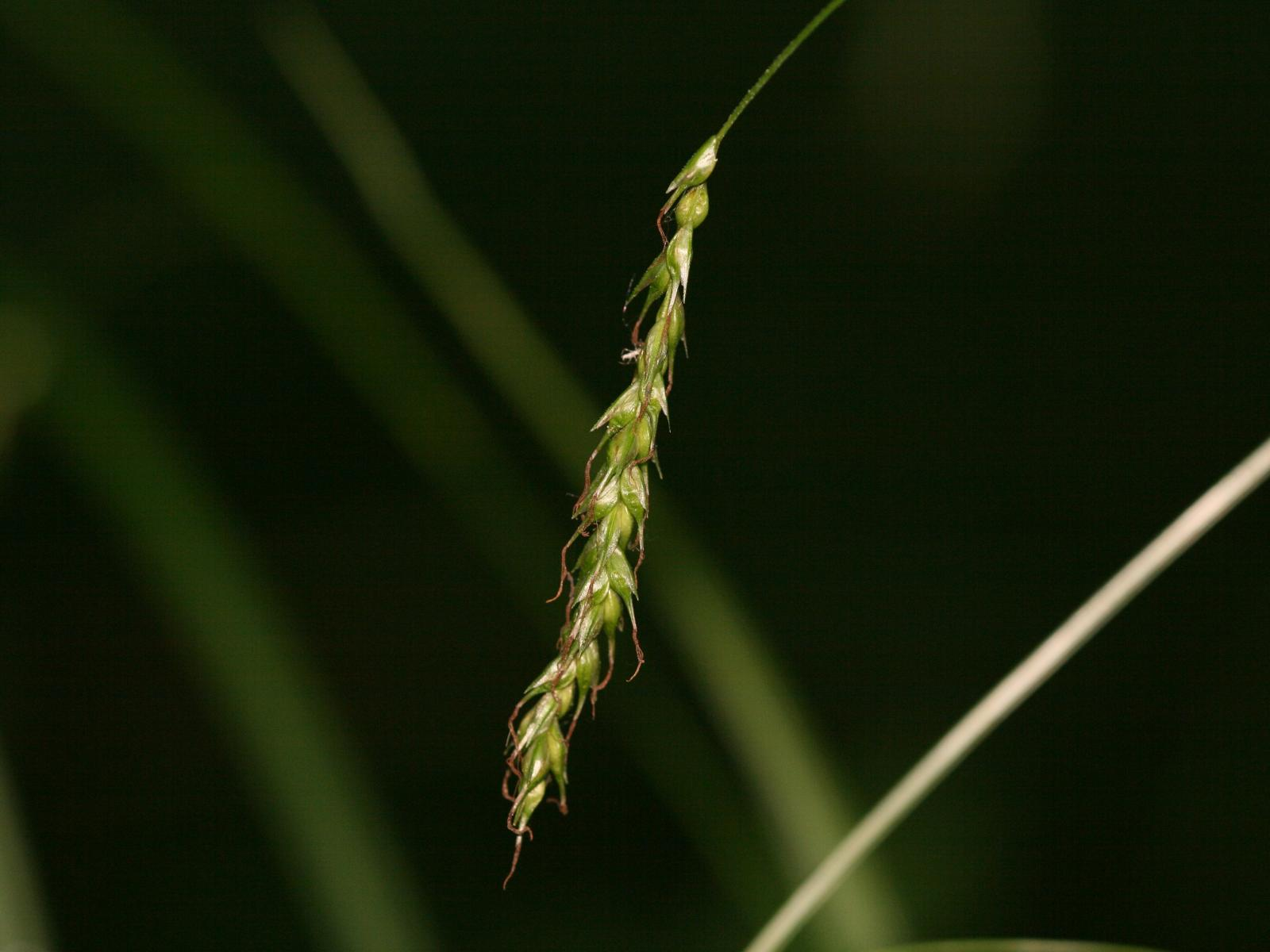
Женское соцветие

Зелёное растение с ползучим корневищем, образующее рыхлые дерновины, дающее короткие побеги.
Стебли тонкие, наверху поникающие, сжато-трёхгранные, гладкие, высотой 30—80 см, у основания одетые красноватыми безлистными влагалищами.
Листья мягкие, слабые, 6—10 мм шириной, шероховатые, короче стебля.
Верхний колосок тычиночный, линейно-ланцетный, 2—3,5 см длиной, с продолговатыми, притуплёнными, зелёными, по краям широко перепончатыми чешуями; остальные 3—5 — пестичные, рыхлоцветковые, узко- и длинно-цилиндрические, 3—6 см длиной, редкие, на длинных, тонких и гладких ножках, прямые или иногда склоняющиеся, нижние иногда ветвистые. Чешуи пестичных колосков яйцевидные, острые, с тремя жилками, между ними зелёные, а по краям белёсо-перепончатые и тонко ржаво-крапчатые, почти вполовину короче мешочка. Ножки нижних пестичных колосков скрыты во влагалищах кроющих листьев или выступают из них не более, чем на 1 см. Рыльца короткие, в числе трёх. Мешочки продолговато-яйцевидные, 3—3,5(4) мм длиной, в поперечном сечении трёхгранные, иногда немного вздутые, зелёные, с ржавыми чёрточками, с многочисленными отчётливыми жилками, книзу клиновидные, на ножке, кверху гладкие, перепончатые, с коротким, менее 0,5 мм, цельным, белым, прямо срезанным цилиндрическим носиком. Нижний кроющий лист с длинным, до 3—4 см длиной влагалищем и листовидной пластинкой, в два раза превышающей свой колосок.
Плод без карпофора. Плодоносит в апреле—мае.
Число хромосом 2n=66
Вид описан из Англии.

## Распространение
Северная Европа: Дания; Атлантическая, Центральная и Южная Европа; Молдавия; Кавказ: Абхазия, Грузия (Лагодехи), Азербайджан (окрестности Закаталы); Западная Азия: Северный Иран.
Растёт на сырых местах, у ключей в широколиственных лесах.